# برنارد بولو
برنارد بولو (بالدنماركية: Bernhard Ernst von Bülow )‏ (و. 1815 – 1879 م) هو دبلوماسي، وسياسي من ألمانيا، والدنمارك، توفي في فرانكفورت، عن عمر يناهز 64 عاماً، بسبب سكتة.

## مناصب
تولى منصب German Foreign Minister ‏.

## التعليم
تعلم في جامعة غوتينغن.

## جوائز
حصل على جوائز منها:
- وسام الصليب الأكبر لجوقة الشرف.